# Philippus Rovenius

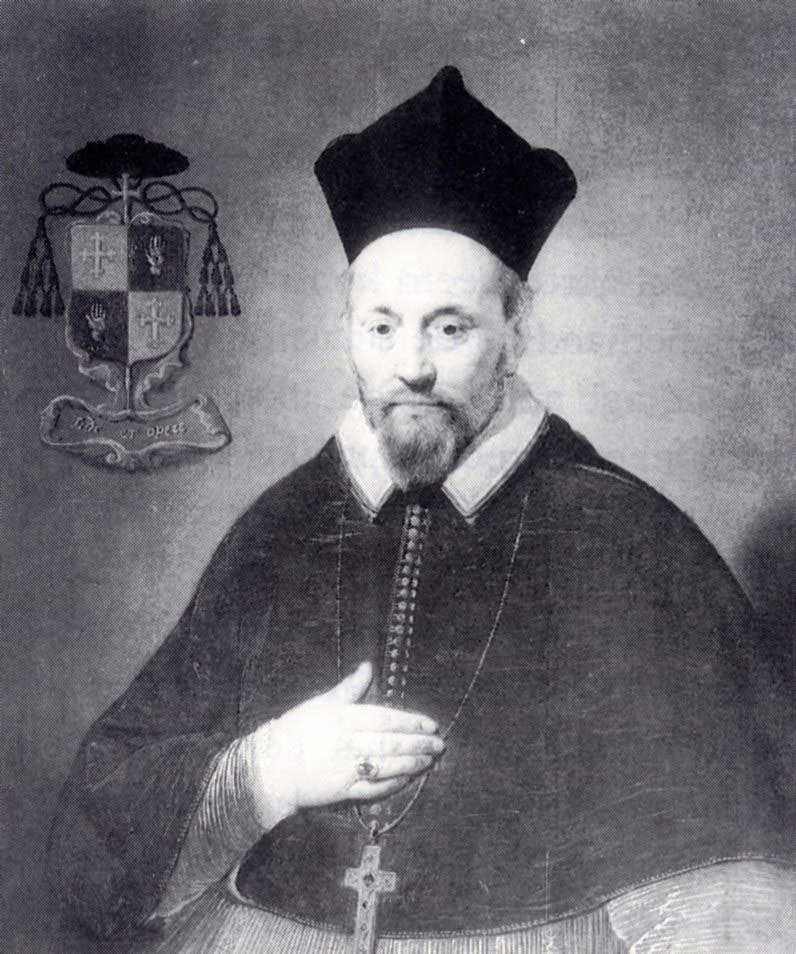
Philippus Rovenius von Pieter de Grebber, 1631 (Museum Catharijneconvent, Utrecht)

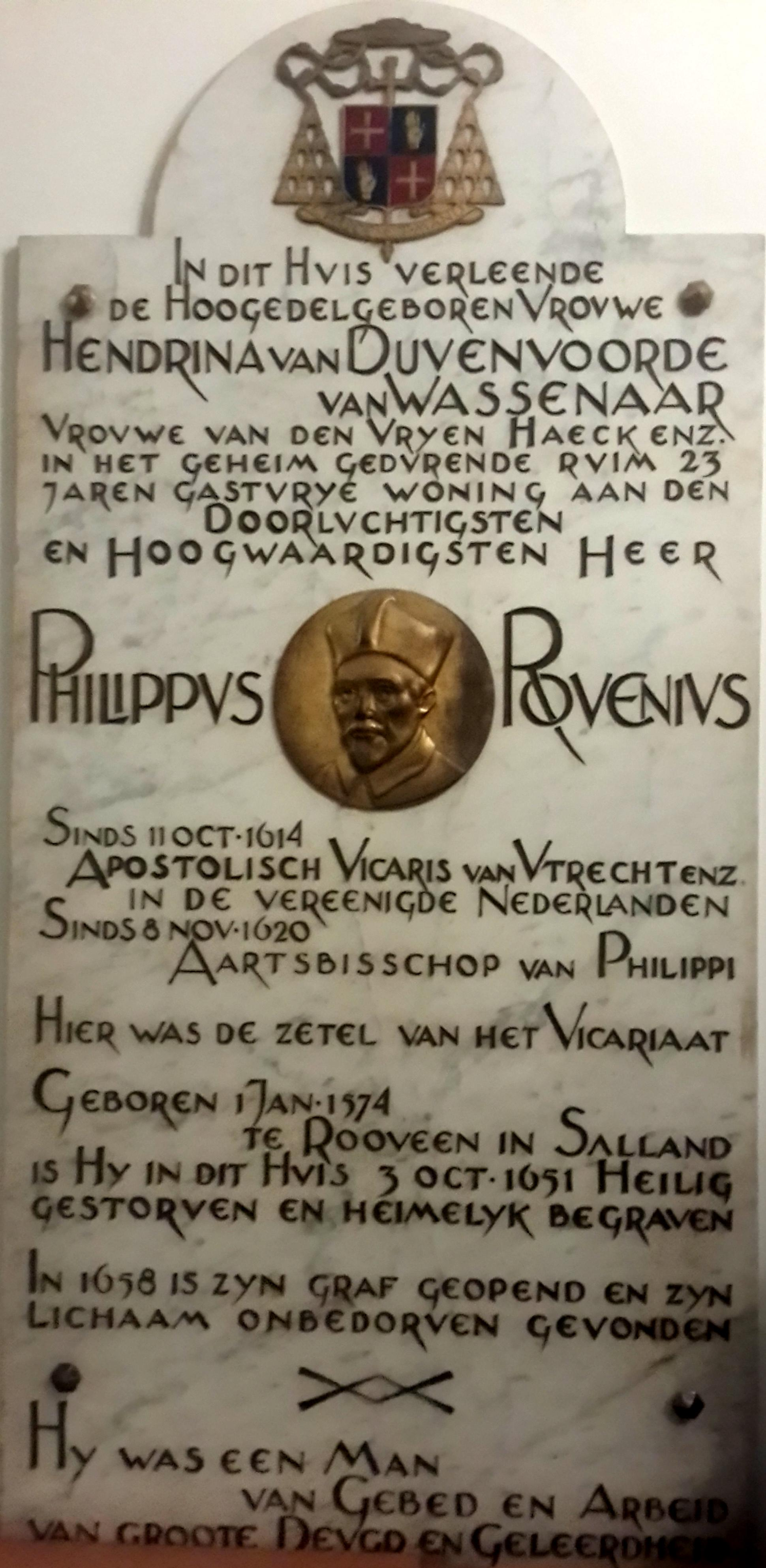
Gedenkstein in Utrecht

Philippus Rovenius (auch Philipp Roven, niederländisch Filips van Rouveen; * vor 1. Januar 1574 in Deventer; † 10. auf 11. Oktober 1651 in Utrecht) war ein römisch-katholischer Bischof und Hochschullehrer.

## Leben
Rovenius war Sohn des Rektors der Kapitelsschule bei St. Leubin in Deventer und wurde am 1. Januar 1574 getauft. Er besuchte zunächst die Schule seiner Heimatstadt und ging dann an die Universität Löwen. Dort widmete er sich dem Studium der Theologie und erhielt das Lizenziat. 1599 empfing er die Priesterweihe. Kurz darauf wurde er Leiter der niederländischen Priesterausbildung in Köln sowie dort Professor der Theologie. Die Ernennung erfolgte durch Sasbout Vosmeer.
Im Jahr 1606 wurde Rovenius nach den Erfolgen der Spanier im Achtzigjährigen Krieg durch Vosmeer zum Generalvikar des Bistums Deventer ernannt und am 15. März 1607 zum Dekan des Kapitels von St. Plechelmus in Oldenzaal. Am 2. Januar 1615 wurde er Propst von St. Plechelmus. Er bemühte sich in seiner Zeit als Dekan dort die Lage des Klerus zu verbessern.
Rovenius konnte sich, nach dem Tod von Vosmeer, als dessen Nachfolger im Amt des Apostolischen Vikar der niederländischen Mission durchsetzen. Am 11. Oktober 1614 ernannte ihn Papst Paul V. Bereits am 20. August 1618 wurde ein Ersuchen beim Papst eingereicht, Rovenius in höhere Würden zu erheben. Paul V. ernannte ihn schließlich am 17. August 1620 zum Erzbischof von Philippi. Seine Bischofsweihe erfolgte unter dem Erzbischof von Mechelen Jacobus Boonen und dem Bischof von Antwerpen Johannes Malderus. Er hatte seinen Sitz zunächst in Oldenzaal, dann in Groenlo und schließlich in Utrecht. Wie schon sein Vorgänger befand auch er sich im Konflikt mit den Jesuiten.
Rovenius reiste 1622 nach Rom um die Hilfe der Kirche zu erbitten. Durch Papst Gregor XV. erhielt er jedoch wenig Unterstützung. Dies änderte sich erst 1639 unter den neuen Papst Urban VIII. Am 10. März 1640 wurde Rovenius, nach einem Streit mit der Landesregierung, zu lebenslanger Verbannung aus den Niederlanden und Konfiskation seines Vermögens verurteilt, darunter befand sich auch seine für die damalige Zeit wertvolle Bibliothek, die der Stadtbibliothek Utrechts zugutekam. Am 27. Juni 1649 feierte Rovenius sein 50-jähriges Priesterjubiläum in einer Abtei bei Brüssel. Er wanderte umher und erkrankte dabei schwer. Schließlich verstarb er in Utrecht. Dort wurde er auch beigesetzt.
Zu seinen Leistungen zählt die Reorganisation der Katholischen Kirche in den Niederlanden sowie die Bestrebungen die Ergebnisse des Konzils von Trient umzusetzen. Er war mit Cornelius Jansen befreundet.

## Werke (Auswahl)
- Het gulden wierookvat, 1620.
- Officia Hollandica, Löwen 1623.
- Rituale Romanum contractum, 1625.
- Institutionum pietatis Christianae libri quatuor, Antwerpen 1635.